# أقولك إيه
أقولك إيه من أداء حمزة نمرة، وهي أغنية تنبذ الكراهية والقتل وتدعو المصريين للوحدة بغض النظر عن انتماءاتهم السياسية.
طرحت الأغنية في يناير 2014 م، وسجلت 500 ألف مشاهدة  في موقع يوتيوب خلال 22 ساعة من طرحها. 